# Жельне
Жельне (словен. Željne) — поселення в общині Кочев'є, регіон Південно-Східна Словенія, Словенія. Висота над рівнем моря: 467,9 м.